# 亚洲后镖水蚤
亚洲后镖水蚤（学名：Metadiaptomus asiaticus）为镖水蚤科后镖水蚤属的动物。分布于蒙古、俄罗斯以及中国大陆的河北、内蒙古等地，多栖息于草原地带高氯度和碱性水，在淡水中数量较少。